# Evangelische Kirche (Kraftsolms)

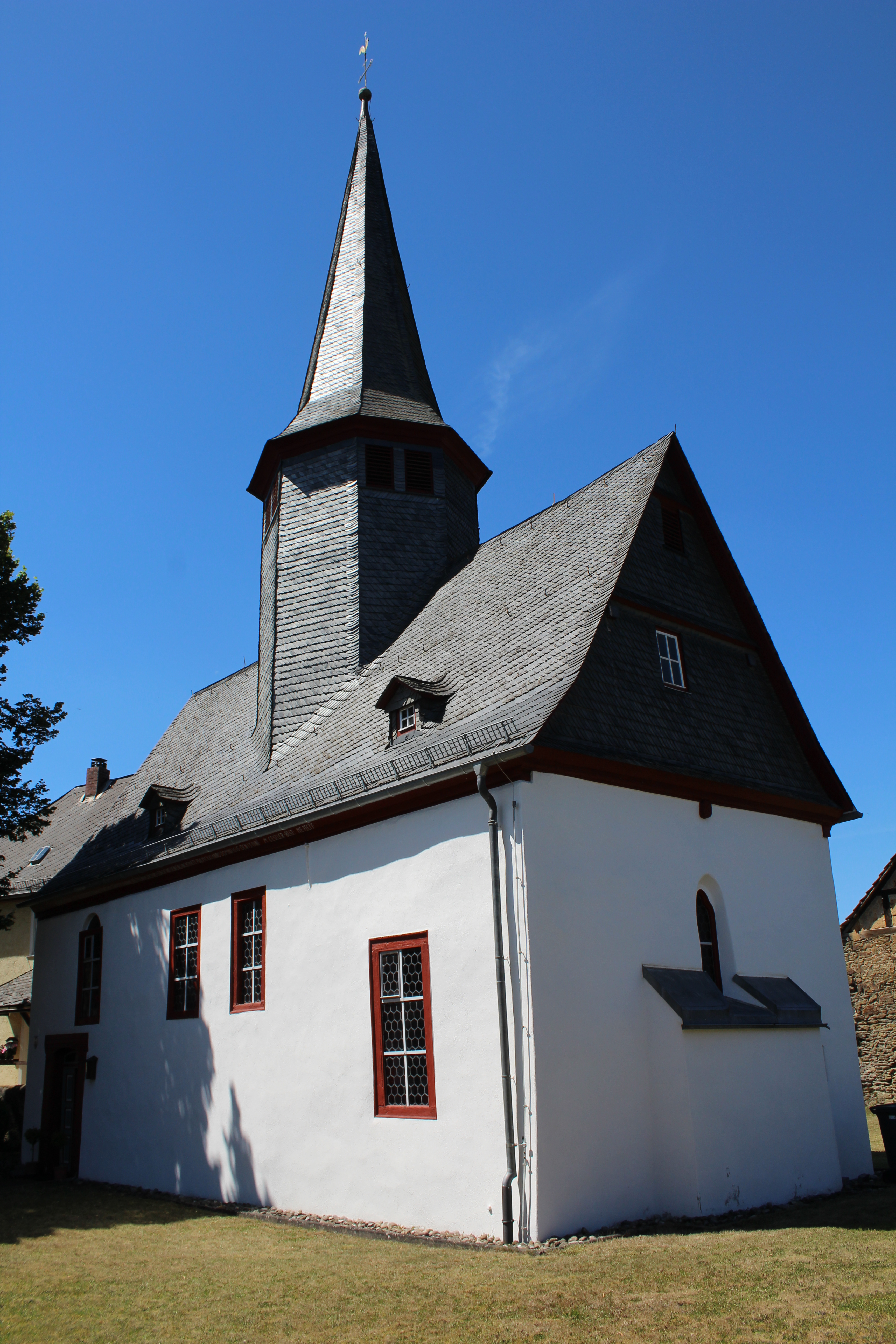
Evangelische Kirche Kraftsolms

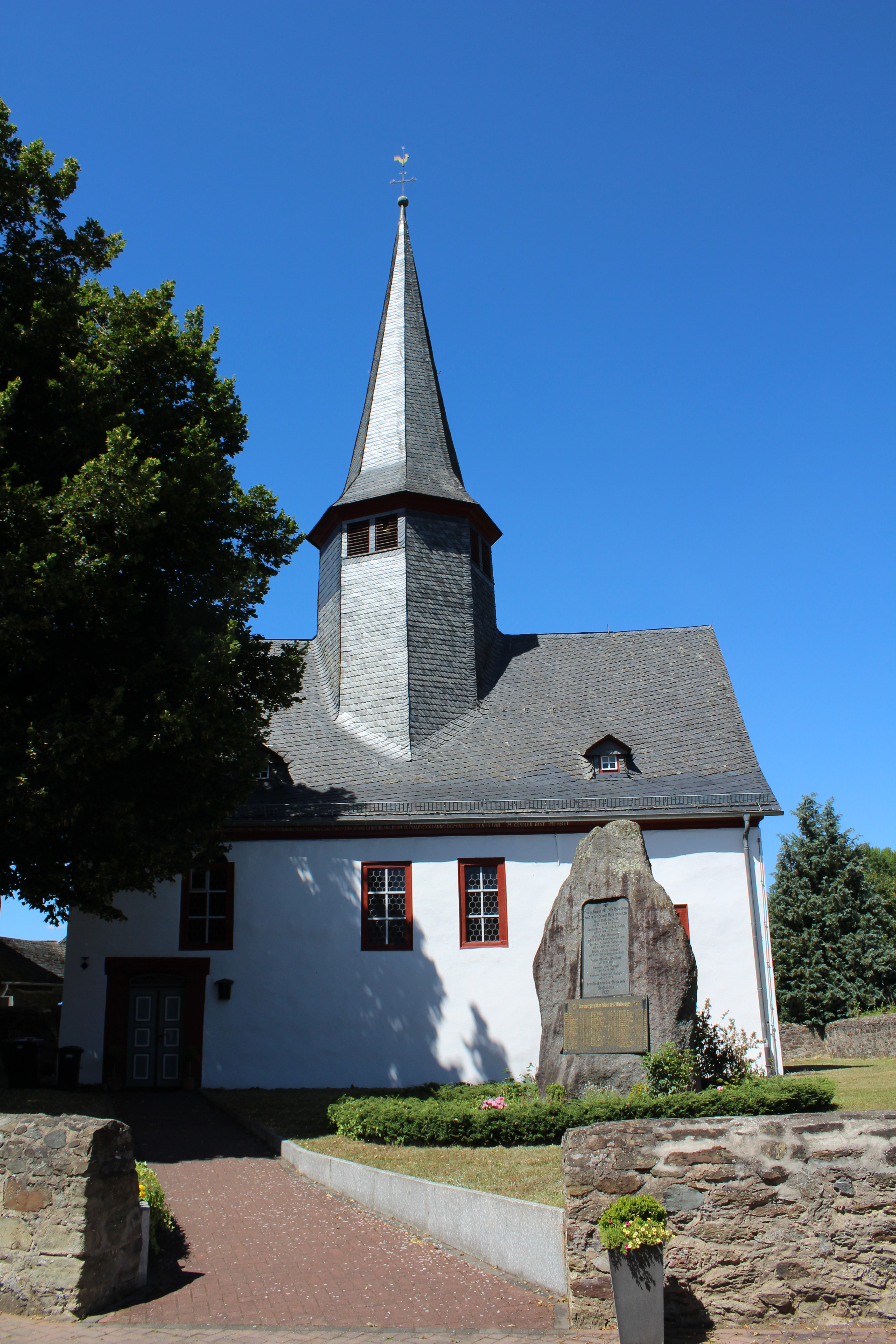
Ansicht von Süden

Die Evangelische Kirche in Kraftsolms in der Gemeinde Waldsolms im Lahn-Dill-Kreis in Hessen ist eine spätgotische Saalkirche, die im Jahr 1615 eingreifend umgebaut und renoviert wurde. Das Gebäude ist aufgrund seiner geschichtlichen und städtebaulichen Bedeutung hessisches Kulturdenkmal.

## Geschichte
Im Jahr 788 wird die Schenkung einer Kirche am Solmsbach („ecclesiam super fluvium Sulmissam sitam“) im Lorscher Codex erwähnt. Die Kirche wird mit Oberndorf oder Burgsolms identifiziert. Im Jahr 1395 ist erstmals eine Kirche in Kraftsolms und 1557 eine Pfarrei nachgewiesen. Oberquembach gehörte im Mittelalter wahrscheinlich zum Kirchspiel Kraftsolms, das dem Archipresbyterat Wetzlar im Archidiakonat St. Lubentius Dietkirchen in der Erzdiözese Trier zugeordnet war.
Die Reformation wurde spätestens 1549 unter Pfarrer Jost Stauss eingeführt. In dem Jahr schrieben neun solmische Pfarrer an den Wetzlarer Erzpriester, dass sie das Augsburger Interim nicht annehmen könnten, weil sie das Evangelium von der Rechtfertigung allein aus Gnade, das Abendmahl unter beiderlei Gestalt und die Priesterehe schon seit vielen Jahren lehrten und praktizierten. Wahrscheinlich während der Amtszeit von Pfarrer Friedrich Fabricius in Kröffelbach ab 1570 wurde ein Kirchspiel aus Kröffelbach, Kraftsolms und Niederquembach gebildet. Im Jahr 1615 erfolgte ein Umbau der Kraftsolmser Kirche, auf dieses Jahr gehen auch einige Ausstattungsstücke zurück. Der heutige Zustand geht im Wesentlichen auf diese Zeit zurück. Die Familie von Pfarrer Johann Konrad Mohr erhielt 1675 ein Erbbegräbnis in einer Gruft unter der Kanzel und einen separaten Südeingang, auf den eine Nische neben der Kanzel hinweist. Ein Blitzschlag am 21. Juli 1900 führte zu einer Reparatur des Dachreiters. Im Zuge einer Innenrenovierung im Jahr 1966 erhielt die Kirche ein neues Kirchengestühl und eine neue Orgel. 1991 folgte eine Außen- und 1994 eine Innenrenovierung. Aufgrund von Holzwurmbefall wurden 2007/2008 die meisten Deckenbalken ersetzt. Das Gewicht des Dachreiters, das bis dahin auf den Unterzügen mit den Pfosten ruhte, wurde auf die Außenwände verlagert, sodass der Pfosten im Südosten entfernt werden konnte.
Die evangelische Kirchengemeinde Waldsolms-Nord umfasst die Dörfer Kraftsolms, Kröffelbach und Griedelbach. Sie gehört heute zum Evangelischen Kirchenkreis an Lahn und Dill in der Evangelischen Kirche im Rheinland.

## Architektur

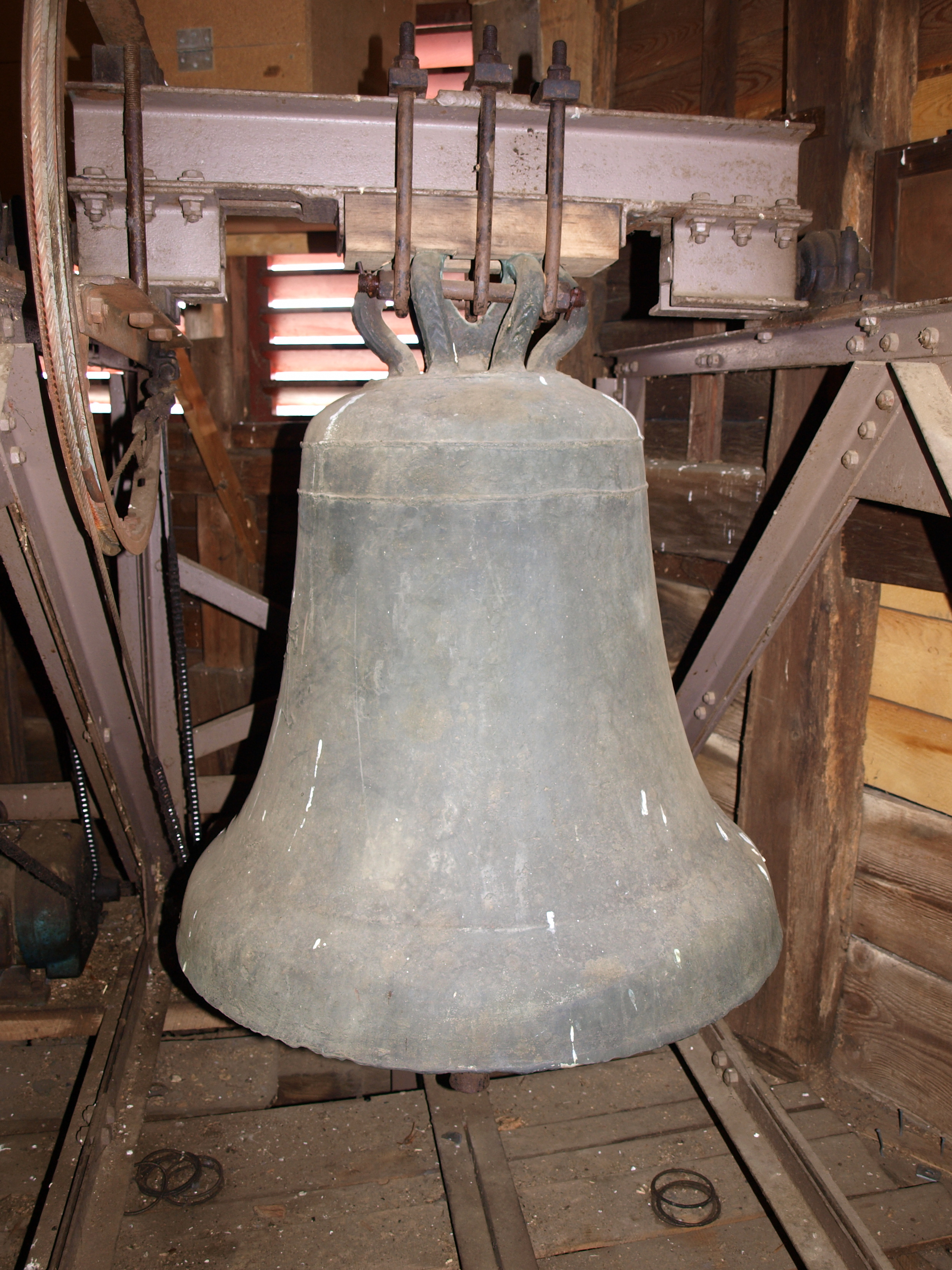
Mittelalterliche Glocke

Der weiß verputzte, nicht exakt geostete, sondern leicht nach Ost-Nordost ausgerichtete Saalbau mit verschiefertem Satteldach und Dachreiter steht im Ortszentrum. Auf einen gotischen Kernbestand aus dem 13./14. Jahrhundert weist vor allem die Ostwand mit der Piscina und einem spitzbogigen gotischen Fenster mit angedeutetem Kleeblattbogen hin. Unter dem Ostfenster ist eine schmale Sakramentsnische in einer großen niedrigen Wandnische mit Stichbogen, die nach außen in Form einer Strebemauer auskragt, eingelassen.
Der Saalbau auf rechteckigem Grundriss wird von einem verschieferten Satteldach bedeckt, das an der Südseite mit zwei kleinen Gauben bestückt ist. Auch die beiden Giebeldreiecke sind verschiefert. An der Südseite ist unterhalb der Traufe im hölzernen Aufbau eine Bauinschrift zu lesen: „DER HER BEHVT DICH ALLE ZEIT VND DIR DEIN SEEL BEWAHR EVR VBEL VND GEFAHR DER DIR NVN IN EWIKEIT DEIN AVSGANG DVRCH SEIN GVE VND DEIN EINGANG BEHVETE PSALM CXXI ANNO DOMINI 1615 DEN 13 IVNI M GESELER BEST: ME FECIT“. Der Innenraum wird an der südlichen Langseite durch vier hochrechteckige Fenster mit roter Holzumrahmung und Wabenverglasung belichtet: Östlich der drei hochsitzenden Fenster ist ein Fenster in mittlerer Höhe angebracht. Über dem Sturz des Fensters über dem Südportal ist ein Lünettenfenster eingelassen. Die Nordseite hat drei annähernd quadratische Fenster in unterschiedlicher Größe und in unterschiedlicher Höhe, die ebenfalls Holzrahmung und Wabenverglasung aufweisen. Die Westseite ist fensterlos. Das Gotteshaus wird am westlichen Ende durch ein Südportal mit hochrechteckiger Holzrahmung erschlossen, vergleichbar wie in Laufdorf und Niederquembach.
Dem Dach ist mittig ein achtseitiger, vollständig verschieferter Dachreiter aufgesetzt, in dessen Schaft kleine hochrechteckige Schallöffnungen für das Geläut eingelassen sind. Der oktogonale Spitzhelm wird von Turmknauf, Kreuz und Wetterhahn bekrönt. Die Glockenstube beherbergt ein Dreiergeläut. Eine spätmittelalterliche Glocke (Durchmesser 750 mm) mit der Inschrift Alpha und Omega ist erhalten. Verloren gingen die Glocken von Melchior Möringk aus Erfurt (1616) und von Nicolaus Bernhard aus Tiefenbach (1790). Eine Rincker-Glocke von 1912 wurde im Ersten Weltkrieg abgeliefert. Als Ersatz schaffte die Gemeinde 1919 zwei Stahlglocken von J. F. Weule aus Bockenem an.

## Ausstattung

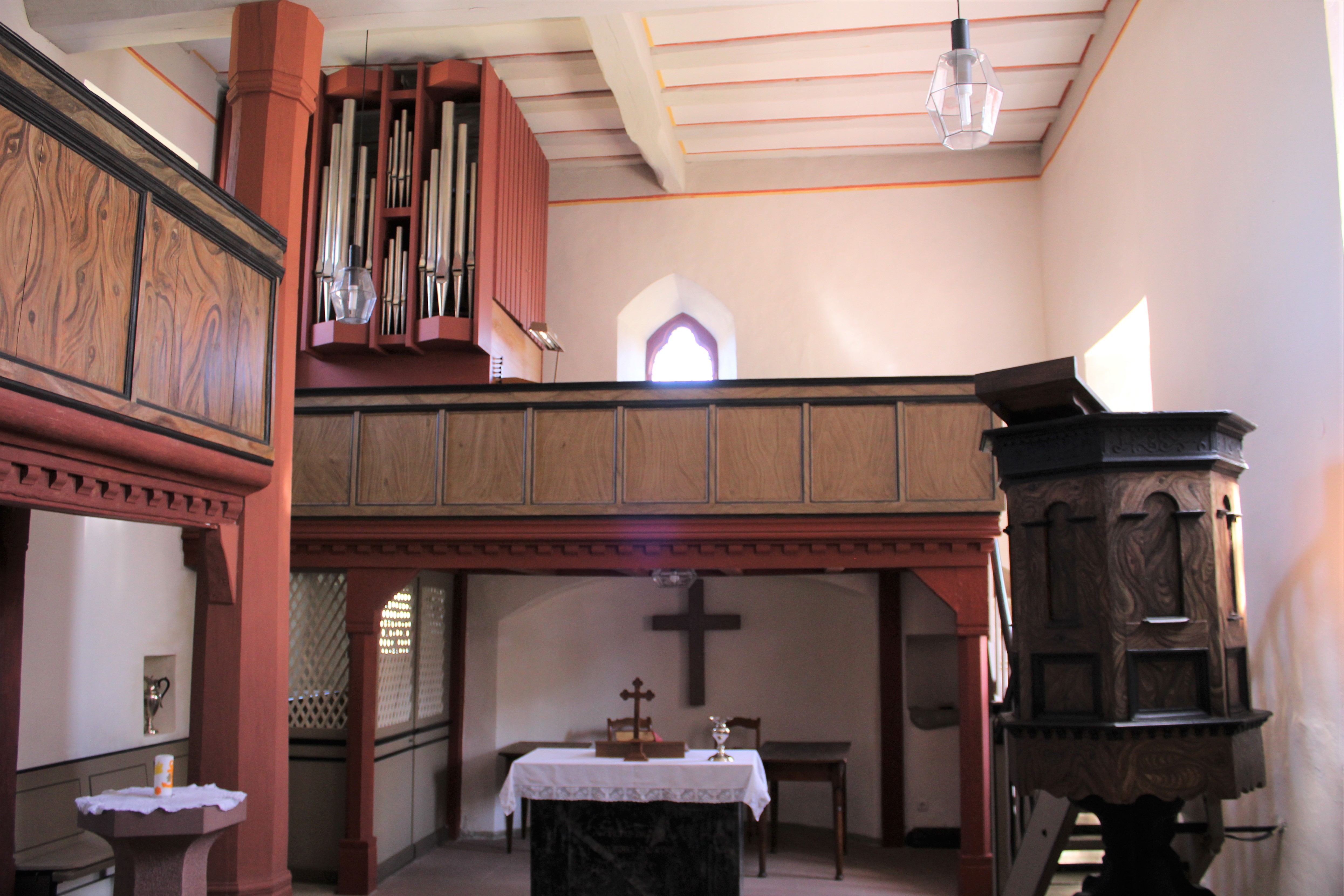
Innenraum Richtung Osten

Kanzel von 1615

Im Inneren ruht die weiß gestrichene Holzbalkendecke auf einem Längsunterzug, der von einem roten achtseitigen Mittelpfosten mit vier Bügen gestützt wird. Weiter nordöstlich bezieht ein zweiter achteckiger Pfosten unter einem Querunterzug die Nordempore ein, eine zweite südöstliche Stütze hinter der Kanzel wurde 2007/2008 entfernt. Die Winkelempore im Nordwesten und die Ostempore, die als Aufstellungsort für die Orgel dient, stammen aus dem Umbaujahr 1615. Die roten Schwellbalken haben einen Zinnenfries und die Brüstungen Füllungen, deren Ausmalung eine Holzmaserung imitiert.
In der Nordostecke unter der Orgelempore ist ein Pfarrstuhl eingebaut, der im oberen Teil durchbrochenes Rautenwerk aufweist. Die polygonale hölzerne Kanzel ist mit der Jahreszahl 1615 bezeichnet. Sie steht auf einem kreuzförmigen Fuß, der durch ein rundes Podest erhöht ist. Die Kanzelfelder haben Rundbogenarkaden, das obere Kranzgesims hat einen Fries mit Rankenornamenten und das untere Kranzgesims unter querrechteckigen Füllungen einen Zinnenfries. Der Altar aus schwarzem Lahnmarmor wurde 1791 von Friedrich Wilhelm zu Solms-Braunfels gestiftet. Das Kirchengestühl mit geschwungenen Wangen lässt einen Mittelgang frei.

## Orgel

Hardt-Orgel

Die Gemeinde erwarb 1804 die gebrauchte Orgel aus der Braunfelser Schlosskirche, die 1688 vom Orgelbauer Grieb aus Griedel mit zehn Registern gebaut worden war. Abicht spricht 1836 von einer „mittelmäßigen Orgel“. Sie wurde von Gustav Raßmann durch ein Instrument mit acht Registern ersetzt. Die heutige Orgel in der Nordostecke schuf Günter Hardt 1970 mit acht Registern auf zwei Manualen und Pedal. Die Disposition lautet wie folgt:
| I Manual C–g3 |    |
| Rohrflöte     | 8′ |
| Prinzipal     | 4′ |
| Mixtur IV     | 2′ |

| II Manual C–g3  |                |
| Gedackt         | 8′             |
| Pommer          | 4′             |
| Blockflöte      | 2′             |
| Sesquialtera II | 2 ⁄3′ + 1 3⁄5′ |

| Pedal C–f1 |     |
| Subbass    | 16′ |